# Pantalla de fòsfor làser
La pantalla de fòsfor làser és una nova tecnologia creada per la marca nord-americana Prysm. Aquesta tecnologia permet crear pantalles de gran format, com ara panells publicitaris o panells en estadis esportius entre d'altres.
La pantalla de fòsfor, és una tecnologia similar als televisors tradicionals, però en comptes d'utilitzar un canó d'electrons per crear les imatges, el que fa és utilitzar raigs làser per a crear-la. Aquestes pantalles aconsegueixen imatges d'alta qualitat i amb un baix consum. Gràcies a la seva eficiència energètica i a la seva qualitat d'imatge podria fins i tot desbancar als panells LED. A diferència de les altres tecnologies, no utilitza filtres i capes que treuen lluminositat a la imatge, sinó que utilitza un làser patentat i un panell de fòsfor per crear les imatges a la pantalla.

## Parts d'un LPD
Al cor del sistema tenim un sistema modular anomenat TD1. Aquests mòduls permeten crear imatges que poden ser vistes clarament des de gairebé qualsevol angle i distància. Cada mòdul TD1 consta de tres parts:
- Un panell de fòsfor
- Un motor làser
- Un processador làser

### Panell de fòsfor
El panell de fòsfor és un patró de fòsfors en capes sobre un vidre rígid o una estructura de polímer. Quan s'excita pel motor làser el panell de fòsfor emet llum vermella, verd o blau (RGB) molt a prop de la superfície, que creen cada píxel de color i sense filtratge d'imatges per no perdre intensitat. Gràcies a aquesta tecnologia, aquestes pantalles tenen el major angle possible (en general, el doble que les pantalles LCD o LED), sense errors per cremat del píxel. Aquest panell també pot ser modificat per adaptar-se a les necessitats específiques de visualització mitjançant l'ús de recobriments especials o substrats.

### Motor làser
El motor làser, construït a partir de díodes làser d'estat sòlid, genera una matriu en forma de ventall de raigs làser modulats que estimulen el panell de fòsfor. Aquest motor aquesta muntat darrere del panell. Per cobrir completament amb els raigs l'àrea de la pantalla, són dirigits amb miralls, per crear el nombre de línies d'imatge. Combinat amb una freqüència de refresc de 240 Hz, s'aconsegueixen imatges d'alta qualitat, vídeo sense parpelleig ni desenfocament de moviment.

### Processador làser
El processador làser és l'encarregat de gestionar i utilitzar el motor làser, s'encarrega de l'apagada i l'encesa, així com la seva intensitat. A més a més incrementa l'eficiència del sistema en apagar el làser quan la pantalla està en negre. El processador defineix el color i posa cada píxel. Gràcies al baix consum del motor làser, augmenta la vida útil de la pantalla i redueix el consum d'energia.

## Tipus de làser
El làser utilitzat per a aquestes pantalles és un làser d'estat sòlid que emet una longitud d'ona de 405 nm (blau-violeta). Aquest tipus de làser utilitza un mitjà actiu que es troba en estat sòlid, en comptes d'estar en estat líquid o en estat gasós. Aquest tipus de làser s'assembla molt als làsers dels dispositius d'emmagatzematge d'alta densitat (com el Blu-ray).

## Característiques i Configuracions
Actualment aquestes pantalles tenen un gruix de 36 centímetres. La primera generació de la LPD consisteix en una pantalla de cristall rectangular de 63 centímetres a la diagonal (25 polzades).
Aquestes pantalles gràcies al seu disseny flexible, modular i escalable permet crear diferents configuracions, tant estàndards com personalitzades. Permet ajuntar diversos mòduls per tal de crear panells de qualsevol mida i configuració. A més aquestes pantalles poden prendre forma corba, de manera que es poden adaptar a qualsevol superfície desitjada.

## Avantatges
Aquesta tecnologia en comparació amb altres tecnologies, com ara LCD, LED i de projecció, ofereix una major eficiència i una gran combinació de característiques com poden ser:
- Gran format: amb la capacitat de construir qualsevol pantalla de mida o forma, LPD permet als dissenyadors, arquitectes i propietaris d'instal·lacions donar curs a la seva creativitat.
- Sense bisell: té un bisell de només 0'25mm, cosa que permet ajuntar diversos panells disminuint l'impacte visual de la unió de diverses pantalles.
- Baix consum d'energia: gràcies al seu processador làser consumeix molt poca energia (normalment menys de 155W/m2), un 75% menys que les actuals pantalles LCD.
- Color, brillantor: aconsegueix 800 nits de brillantor i una gran gamma de colors.
- Escalabilitat: La intel·ligència incorporada en el processador d'imatge de vídeo de forma automàtica IP1 permet escalar imatges a la millor resolució possible per a una configuració de pantalla determinada.
- Ampli angle de visió: Permet un angle de visió de gairebé 180 ˚.
- Durabilitat: té una vida útil efectiva de més de 7 anys.